# 2003년 동아시아 축구 선수권 대회 선수 명단
다음은 2003년 동아시아 축구 선수권 대회에 참가한 선수 명단이다. 모든 선수들은 3명의 골키퍼를 포함한 23명의 선수 명단을 제출해야 했다.

## 중화인민공화국
감독:  아리에 한

## 홍콩
감독:  라이 선 쳥

## 일본
감독:  지코
선수:
- GK 1 나라자키 세이고
- DF 2 야마다 노부히사
- DF 3 츠보이 케이스케
- DF 4 모니와 테루유키
- DF 5 미야모토 츠네야스
- DF 6 미우라 아츠히로
- MF 7 이시카와 나오히로
- MF 8 오가사와라 미츠오
- FW 9 구보 타츠히코
- MF 10 후지타 토시야
- FW 11 구로베 테루아키
- GK 12 츠즈키 료타
- FW 13 모토야마 마사시
- DF 14 알렉산드로 산토스
- MF 15 후쿠니시 타카시
- MF 16 오쿠 다이스케 Daisuke OKU
- MF 17 야마다 타쿠야
- MF 18 아베 유키
- FW 19 엔도 야스히토
- FW 20 오쿠보 요시토
- DF 21 카지 아키라
- DF 22 나카자와 유지
- GK 23 도이 요이치

## 대한민국
감독:  움베르투 코엘류
선수:
- GK	1	이운재	73.04.26	182cm	82kg	수원삼성
- MF	2	현영민	79.12.25	179cm	73kg	울산현대
- MF	3	전재호	79.08.08	168cm	64kg	성남일화
- DF	4	최진철	71.03.26	187cm	80kg	전북현대
- DF	5	김현수	73.03.13	186cm	80kg	성남일화
- DF	6	유상철	71.10.18	184cm	78kg	요코하마
- DF	7	김태영	70.11.08	180cm	73kg	전남 드래곤즈
- MF	8	최원권	81.11.08	172cm	64kg	안양LG
- FW	9	김도훈	70.07.21	182cm	77kg	성남일화
- MF	10	이관우	78.02.25	175cm	69kg	대전 시티즌
- FW	11	최용수	73.09.10	184cm	79kg	제프 이치하라
- MF	12	김동진	82.01.29	183cm	72kg	안양LG
- MF	13	이을용	75.09.08	176cm	69kg	안양LG
- FW	14	김은중	79.04.08	184cm	72kg	베갈타 센다이
- DF	15	박재홍	78.11.10	185cm	74kg	전북현대
- FW	16	정경호	80.05.22	179cm	70kg	울산현대
- FW	18	김대의	74.05.30	174cm	70kg	성남일화
- FW	19	안정환	76.01.27	177cm	71kg	시미즈
- MF	20	김두현	82.07.14	175cm	67kg	수원삼성
- GK	21	김용대	79.10.11	189cm	83kg	부산 아이콘스
- DF	22	조세권	78.06.26	184cm	80kg	울산현대
- GK	23	김해운	73.12.25	185cm	80kg	성남일화